# Joel González
Joel González (n. 30 septembrie 1989, Figueres, Catalonia, Spania) este un taekwondist ce a reprezentat Spania, medaliat olimpic. A participat la 2 ediții ale Jocurilor Olimpice (2012, 2016) în care a câștigat o medalie de aur.